# Kitty Kallen
Kitty Kallen (* 25. Mai 1922 in Philadelphia, Pennsylvania; † 7. Januar 2016 in Cuernavaca, Mexiko) war eine US-amerikanische Popsängerin, die vor allem in den 1940er und 1950er Jahren Erfolg hatte. Ihr größter Hit, „Little Things Mean a Lot“, eroberte 1954 sowohl in den USA als auch in Großbritannien den ersten Platz der Musikcharts und war 1954 die meistverkaufte Single in den USA.

## Leben und Karriere
Nachdem Kitty Kallen als Kind einen Nachwuchswettbewerb gewonnen hatte, wurde sie als Sängerin für den Kinderfunk eines Radiosenders in Philadelphia engagiert und dort entdeckt. Noch als Teenager sang sie bereits in den Big Bands von Jan Savitt (1936), Artie Shaw (1938) und Jack Teagarden (1940). Sie heiratete Teagardens Klarinettisten Clint Garvin; als der die Band verlassen musste, ging auch Kitty. Die Ehe wurde später annulliert. Nach einer kurzen Zeit bei Bobby Sherwood sang sie in der Band von Jimmy Dorsey, unter anderem auf dessen Nummer-eins-Hit „Bésame mucho“. Meist sang sie Duette mit Bob Eberly; als der Ende 1943 zur Armee einberufen wurde, schloss Kitty Kallen sich der Big Band von Harry James an. Sie wurde eine populäre Radio-, Film- und Klubsängerin, doch auf dem Höhepunkt ihrer Karriere bekam sie Stimmprobleme und musste pausieren.
Ihr Comeback krönte sie 1954 mit ihrem größten Hit; „Little Things Mean a Lot“ wurde von den Lesern von Billboard zum beliebtesten Song des Jahres gewählt, Kitty (in Billboard und Variety) zur beliebtesten Sängerin. „Little Things Mean A Lot“ erreichte Platz 1 der US-Charts und notierte 26 Wochen in den Top 30. Auch ihre folgende Single „In The Chapel In The Moonlight“ erreichte mit dem 5. Platz eine Top-Ten-Notierung.
Kitty Kallen war seit 1948 in zweiter Ehe mit dem Publizisten, Agenten und Fernsehproduzenten Budd Granoff († 1996) verheiratet. Für ihre Verdienste um die Schallplattenindustrie wurde sie mit einem Stern auf dem Hollywood Walk of Fame geehrt.

## Diskografie

### Auswahl bekannter Songs
- 1944: Besame Mucho (mit Bob Eberly und der Jimmy Dorsey Big Band)
- 1944: They’re Either Too Young or Too Old (mit der Jimmy Dorsey Big Band)
- 1945: I’m Beginning to See the Light (mit Harry James und seiner Big Band)
- 1945: It’s Been a Long Long Time (mit Harry James und seiner Big Band)
- 1949: Kiss Me Sweet (mit Mitch Miller)
- 1950: Juke Box Annie (mit Harry Geller’s Orchestra)
- 1950: Our Lady of Fatima (mit Richard Hayes und Jimmy Carroll’s Orchestra)
- 1951: The Aba Daba Honeymoon (mit Richard Hayes)
- 1953: Are You Looking for a Sweetheart?
- 1954: Little Things Mean a Lot
- 1954: In the Chapel in the Moonlight
- 1954: I Want You All to Myself
- 1955: Go On With the Wedding (mit Georgie Shaw)
- 1955: Sweet Kentucky Rose
- 1959: If I Give My Heart to You
- 1960: That Old Feeling
- 1963: My Coloring Book